# Alamanno Adimari
 Alamanno Adimari  (1362 i Firenze – 17. september 1422) var en af Den katolske kirkes kardinaler. Han var ærkebiskop af Pisa i Italien.
Han blev kreeret til kardinal (pseudokardinal) den 6. juli 1411 af modpaven Johannes XXIII.